# Зеленокрылая пеночка
Зеленокрылая пеночка (лат. Phylloscopus occipitalis) — певчая птица семейства пеночковых (Phylloscopidae). Подвидов не выделяют. Гнездится в Средней Азии. Зимует в лесах Западных Гат. Предпочитает леса с высокой степенью сомкнутости крон.

## Описание
Зеленокрылая пеночка достигает длины 11—13 см и массы 8—9 г. Верхняя часть тела серовато-зелёная, нижняя часть тела серовато-белая. Над глазами широкие светлые «брови», на крыльях две светлые полоски, на темени светлая полоса. Клюв коричневый, основание подклювья оранжево-жёлтое, ноги серые или серовато-коричневые.

## Места обитания
Гнездится в еловых (Picea) и смешанных хвойных и лиственных лесах, например, голубой сосне (Pinus) с березой (Betula) или дубом (Quercus), на высоте от 1800 до 3200 м над уровнем моря; также в рощах ивы (Salix) в речных долинах, а также в тополях (Populus), ясене (Fraxinus) и сливе (Prunus). Вне сезона размножения обитает во влажных вечнозеленых лесах на более низких уровнях, ниже 2100 м.

## Биология

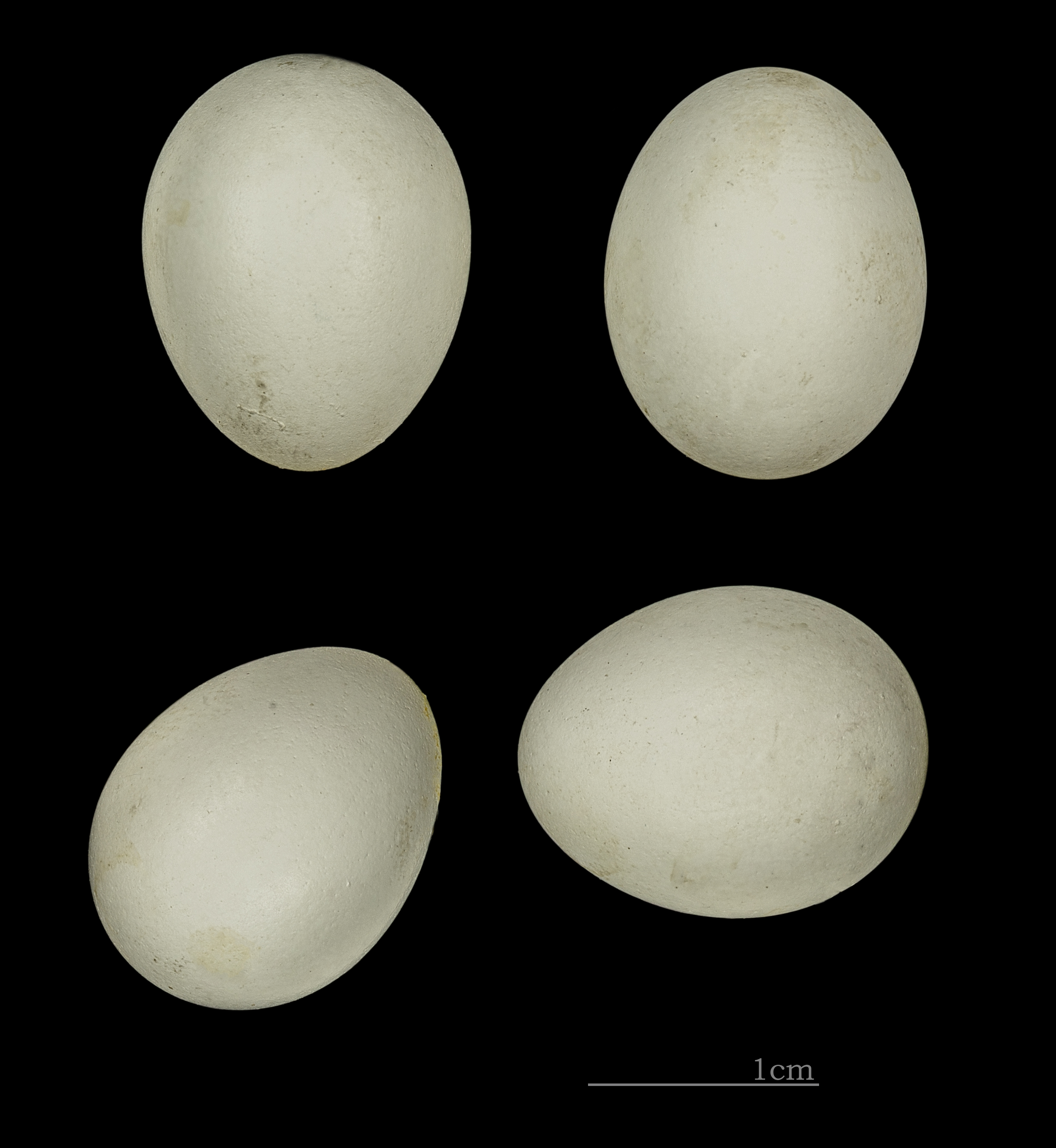
Яйца зеленокрылой пеночки

Зеленокрылая пеночка часто перемещается небольшими стаями или смешанными охотничьими группами. Питается насекомыми и пауками.
Гнездо, сооружаемое самкой, представляет собой шар из сухой травы, мха и шерсти животных, помещаемый в отверстие в стене (включая полость в доме) или на высоте до 6 м от земли в пне дерева, или в старой норе грызуна, или под камнем, или под корнями дерева. В кладке 3-4 яйца, иногда 5.